# 유일 키
데이터베이스 관계형 모델과 구현체에서 유일 키(unique key, 유니크 키) 또는 간단히 키(key)는 관계형 데이터베이스 테이블 속성(컬럼)의 집합이다.(이른바 관계) 데이터베이스에 저장되어 있는 레코드를 유일하게 구별할 수 있는 식별자를 말한다. 기본 키(Primary Key), 슈퍼 키(Super Key), 후보 키(Candidate Key), 대리 키(Alternate Key), 외래 키(Foreign Key) 등이 있다.

## SQL에서의 키 정의
SQL에서의 키 정의는 다음과 같다:
```
  
ALTER
 
TABLE
 
<
table
 
identifier
>
 

      
ADD
 
[
 
CONSTRAINT
 
<
constraint
 
identifier
>
 
]
 

      
{
 
PRIMARY
 
KEY
 
|
 
UNIQUE
 
}
 
(
 
<
column
 
name
>
 
[
 
{
,
 
<
column
 
name
>
}
...
 
]
 
)

```

이처럼 키는 CREATE TABLE SQL 문의 일부로서 정의할 수 있다.
```
  
CREATE
 
TABLE
 
table_name
 
(

     
id_col
   
INT
,

     
col2
     
CHARACTER
 
VARYING
(
20
),

     
key_col
  
SMALLINT
 
NOT
 
NULL
,

     
...

     
CONSTRAINT
 
key_unique
 
UNIQUE
(
key_col
),

     
...

  
)

```

```
  
CREATE
 
TABLE
 
table_name
 
(

     
id_col
  
INT
  
PRIMARY
 
KEY
,

     
col2
    
CHARACTER
 
VARYING
(
20
),

     
...

     
key_col
  
SMALLINT
 
NOT
 
NULL
 
UNIQUE
,

     
...

  
)

```

## 같이 보기
- 기본 키
- 슈퍼 키
- 후보 키
- 대리 키
- 외래 키